# Kronen Zeitung

Logo 2014

Die Neue Kronen Zeitung, kurz Kronen Zeitung oder Krone, ist die auflagenstärkste österreichische Tageszeitung. Sie erscheint seit 1900 (ausgenommen die Jahre 1944 bis 1959) in Wien und ist als Boulevardzeitung durch einfach gehaltene Sprache und kurze Artikel gekennzeichnet. Die verkaufte Auflage beträgt wochentags etwa 540.000 Stück (2024).

## Geschichte

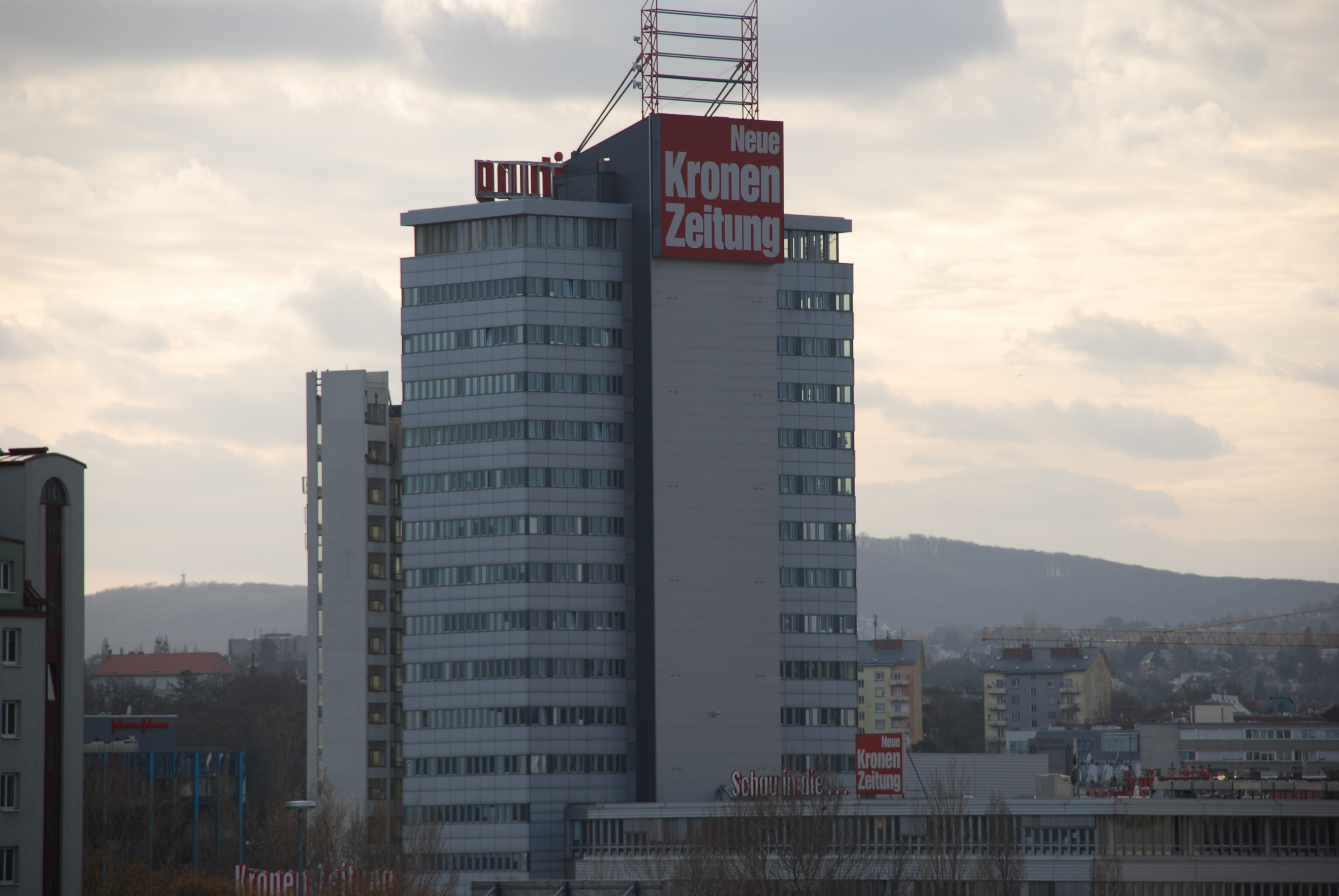
Das 1963 bezogene Redaktionsgebäude der Kronen Zeitung in der Muthgasse, damals unter dem Namen Pressehaus ein Projekt von Fritz Molden, im 19. Wiener Gemeindebezirk

### Name
Der Name der Zeitung ist von ihrem ursprünglichen Abonnementspreis von einer Krone abgeleitet. Die Abbildung einer 1-Krone-Münze zierte zunächst auch das Titelblatt. Von 1900 bis 1905 hieß sie Österreichische Kronen-Zeitung, von etwa 1905 bis 1941 Illustrierte Kronen-Zeitung und von 1941 bis 1944 Wiener Kronen-Zeitung.

### Gründung
Die erste Ausgabe der Kronen Zeitung erschien am 2. Jänner 1900. Gustav Davis, ein ehemaliger Offizier, gilt als Gründer. Der Titel huldigte nicht der Monarchie, sondern verweist auf den Kaufpreis von einer österreichischen Krone (Monatspreis). Der günstige Preis konnte festgelegt werden, weil zum 31. Dezember 1899 die Zeitungsstempelgebühr gefallen war.
Die Zeitung erschien drei Jahre lang mit mäßigem Erfolg, bis sie durch die Berichterstattung vom „Königsmord zu Belgrad“ einen journalistischen Volltreffer landete und große Popularität erlangte. Bekannt war die Krone für ihre schlichten Zeitungsromane. Sie galt auch als Erfinder der Leser-Blatt-Bindung durch Schatzgräber-Spiele. 1906 überschritt das Blatt erstmals die Auflagenhöhe von 100.000 Exemplaren. Franz Lehár schrieb zur zehntausendsten Nummer der Krone am 27. November 1927 einen Walzer.
Nach der Gleichschaltung durch die Nationalsozialisten im März 1938 wurde die Zeitung am 31. August 1944 geschlossen und am 1. September 1944 mit drei anderen Wiener Zeitungen der NS-Ära zur Kleinen Wiener Kriegszeitung zusammengelegt, die bis zum 7. April 1945 erschien, als die Rote Armee bereits die Schlacht um Wien begonnen hatte.

### Neuanfang 1959
1959 kaufte der österreichische Journalist Hans Dichand, der bis dahin Chefredakteur der Zeitung Kurier gewesen war, die Rechte am Titel Kronen Zeitung und ließ das Blatt ab 11. April 1959 als Neue Kronen Zeitung wieder erscheinen.
Anfang der 1960er Jahre beabsichtigte Fritz Molden, die Krone zu kaufen. Die Creditanstalt gewährte Molden jedoch den zum Kauf notwendigen Kredit nicht, wie Hans Dichand in seinen Memoiren schreibt. Von 1967 bis 1971 erschien sie als Unabhängige Kronen-Zeitung, seither wieder als Neue Kronen Zeitung. Das Wort Unabhängig blieb als Zusatz unter dem Namen der Zeitung auf dem Titelblatt.
Bis heute ist diese Finanzierung der Übernahme und des Betriebs der Zeitung nicht restlos geklärt. Der höchst einflussreiche SPÖ-Politiker Franz Olah, damaliger Vizepräsident des ÖGB, vermittelte den deutschen Geschäftsmann Ferdinand Karpik an Dichand, der sich mit 50 Prozent an der Zeitung beteiligen wollte. Zur Seite gestellt wurde Dichand von dem deutschen Anleger ein Werbefachmann namens Kurt Falk (später Herausgeber der reichweitenstärksten Wochenzeitung Österreichs, Die ganze Woche). Die Krone entwickelte sich bald zur meistgelesenen österreichischen Zeitung.
Mitte der sechziger Jahre stellte der ÖGB plötzlich Besitzansprüche an die Krone. Der inzwischen gestürzte Franz Olah habe Bürgschaftsgelder des ÖGB zur Gründung der Krone verwendet und den deutschen Investor nur scheinhalber vorgeschoben. Die darauf folgende Hetzkampagne der Krone gegen die sozialdemokratische Partei SPÖ gilt als erste erfolgreiche Kampagne der Krone. Ein jahrelanger Rechtsstreit zwischen der Zeitung und dem Gewerkschaftsbund war die Folge. Der ÖGB wurde schließlich mit elf Millionen Schilling abgefunden, und Kurt Falk übernahm die 50 Prozent des Deutschen Karpik.
In den achtziger Jahren stieg Kurt Falk nach einem längeren Streit mit Hans Dichand aus der Zeitung aus und verkaufte seine Anteile an die deutsche SPD-nahe WAZ-Verlagsgruppe. Ab 1989 übernahm Hans Mahr die Geschäftsführung der Krone. Er war dem Herausgeber Hans Dichand seit 1983 als Berater zur Seite gestanden.

### Gegenwart

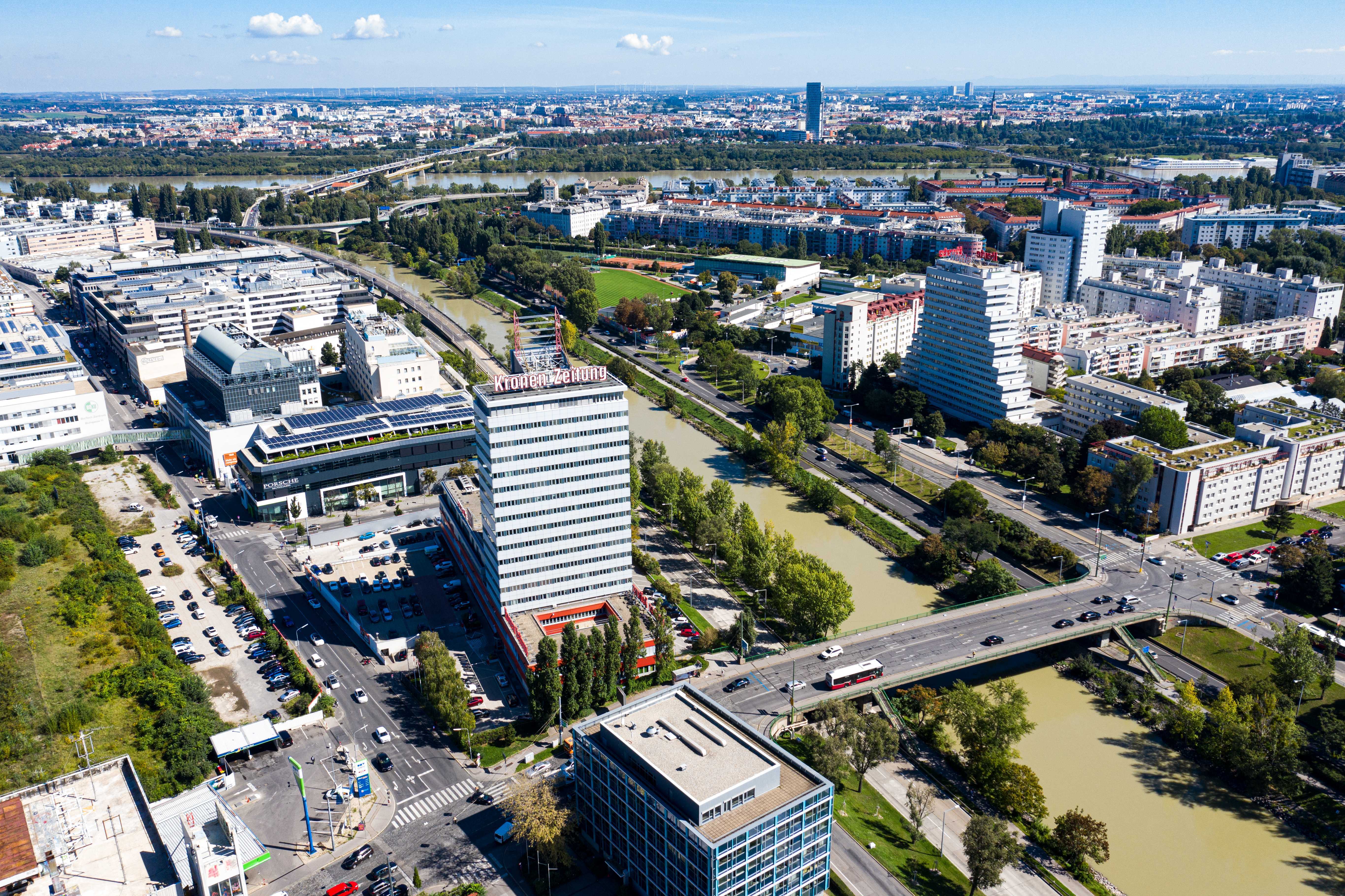
Das Redaktions- und Verlagsgebäude der Kronen-Zeitung in Wien, Sept. 2020

Ein Charakteristikum der Krone ist ihre große Zahl kommentarhafter Kolumnen. Es gibt um die sechzehn regelmäßig erscheinenden Kolumnen von individuellen Autoren. Die wichtigsten Krone-Kolumnisten sind Michael Jeannée (Post von Jeannée), Norman Schenz (Adabei), Claus Pándi (Politik am Sonntag), der Kultursoziologe Roland Girtler und der Wiener Erzbischof Kardinal Christoph Schönborn (Gedanken zum Sonntagsevangelium) beziehungsweise waren Günther Nenning († 14. Mai 2006), Wolf Martin (In den Wind gereimt; † 12. April 2012), Robert Löffler (Telemax; † 27. Dezember 2016), Ernst Trost (Was dahinter steckt; † 24. Juli 2015), Richard Nimmerrichter (Staberl, bis 2001) und Kurt Krenn, der Altbischof von St. Pölten († 25. Jänner 2014), der unter dem Pseudonym Christianus die Kolumne 50 Zeilen mit Gott verfasste.
Der Herausgeber Hans Dichand († 17. Juni 2010) selbst schrieb unregelmäßige Kommentare zu Themen, die ihm persönlich wichtig erschienen, bisweilen auch auf der Titelseite unter dem Pseudonym cato. So forderte er die Kandidatin der FPÖ für die Bundespräsidentenwahl im Jahr 2010, Barbara Rosenkranz, in seiner Zeitung auf, sich in einer eidesstattlichen Erklärung vom nationalsozialistischen Gedankengut zu distanzieren, um sich eine weitere Unterstützung durch die Krone im Wahlkampf zu sichern. Jeden Freitag liegt der Zeitung das Fernsehprogramm Krone TV bei, jeden Samstag erscheint eine Beilage mit Gesundheitsthemen. Die Sonntagsausgabe wird gemeinsam mit einem etwa 80-seitigen zusätzlichem Teil im Format einer Illustrierten („Krone Bunt“) verlegt.
Die Zeitung inszeniert regelmäßig Kampagnen und startet oder unterstützt gleichzeitig dazu Volksbegehren – etwa für den Wiener Sternwartepark (1973), den Tierschutz, gegen das österreichische Kraftwerksprojekt bei Hainburg, das tschechische Kernkraftwerk Temelín oder den Ankauf der Abfangjäger der österreichischen Regierung. Gemeinsam mit der FPÖ gelang es der oberösterreichischen Krone, den geplanten Bau des Musiktheaters im Inneren des Linzer Schlossberges („Theater im Berg“) mit einer tagtäglichen Gegenkampagne zum Gegenstand einer Volksbefragung zu machen, bei der sich die Bürger mehrheitlich gegen das Opernprojekt wandten.
Im Sommer 2004 überlegte die Zeitung, zur alten Rechtschreibung zurückzukehren (tat es letztlich aber nicht), und startete eine landesweite Kampagne gegen die Rechtschreibreform.
Von April 2015 bis Oktober 2016 kooperierte die Krone mit dem österreichischen Fernsehsender ServusTV bei der Produktion des TV-Formats Servus Krone.
Im Mai 2019 wurden Ausschnitte des 2017 aufgenommenen Ibiza-Videos mit dem FPÖ-Politiker Heinz-Christian Strache veröffentlicht, worin er Überlegungen zur Übernahme der Kronenzeitung durch der Partei freundlich gesinnte Oligarchen anstellte. Durch den Austausch kritischer Journalisten sollten die FPÖ bei Wahlen einen entscheidenden Vorteil erhalten. Gemeinsam mit den aktuellen Eigentümerstreitigkeiten löste dies bei der Krone Veränderungen hin zu einer politisch kritischeren Berichterstattung aus. Der Zusatz unabhängig unter dem Zeitungstitel wurde ab nun in einer größeren Schrift gedruckt. Richard Schmitt, den Strache in dem Video als einzigen Journalisten explizit gelobt hatte, wurde Anfang Juli 2019 als Chefredakteur des Webauftritts krone.at abberufen, einen Monat später verließ Schmitt die Kronen Zeitung ganz.
Im Mai 2024 wurden die Mitarbeiter der Krone Verlag KG über ein Personalsparpaket mit Sozialplan informiert, wonach rund 40 Mitarbeitende abgebaut werden. Zuvor informierte im Februar 2024 auch die Tageszeitung Kurier über einen Stellenabbau in der Größenordnung von bis zu 40 der insgesamt 175 Redaktionsmitarbeiter. 2023 hatte DerStandard 25 Mitarbeiter der Verlagsgesellschaft beim AMS-Frühwarnsystem angemeldet.

## Erscheinungsweise, Aufmachung und Blattlinie
Die Krone erscheint täglich, durchgängig farbig, in einem Umfang von etwa 80 Seiten. Die traditionell kleinformatige Zeitung (etwa Papierformat DIN A4) kostet in der Trafik (Kiosk) EUR 2,00. Sie erscheint in zahlreichen regionalen Mutationen – für jedes Bundesland gibt es mindestens eine eigene Ausgabe, bei denen der Lokalteil variiert. Auch diese Ausgaben werden laufend aktualisiert. Charakteristisch für die Krone ist die relativ geringe Länge der Artikel.
Die Blattlinie der Zeitung lautet:
„Die Vielfalt der Meinungen ihres Herausgebers und der Redakteure.“

## Chefredakteure und Eigentümer
Zwischen der 1959 erfolgten Neugründung und 2001 war Friedrich Dragon Chefredakteur der Kronen Zeitung. Nachdem er wegen eines Konfliktes von Hans Dichand fristlos entlassen worden war, hatte Dragon aber zu Dichands Ärger als „Krone“-Einzelprokurist der WAZ-Mediengruppe bis Mitte 2007 weiterhin maßgeblichen Einfluss auf die Kronen Zeitung.
Später wurde auch der von der WAZ als Chefredakteur eingesetzte, langjährige ORF-Sport-Ressortchef Michael Kuhn fristlos entlassen – ohne Zustimmung des Miteigentümers WAZ.
Seit 2003 ist Christoph Dichand, der Sohn von Gründer und Herausgeber Hans Dichand, Chefredakteur. Die Ernennung seines Sohnes führte zum Streit mit der WAZ, die neben Dichand noch 50 Prozent an der Zeitung hält und bei Personalentscheidungen ein Mitspracherecht verlangt. Zur Entscheidung rief die WAZ ein Schweizer Schiedsgericht an.
Am 17. Juni 2010 starb Firmengründer und Herausgeber Hans Dichand. Kurz zuvor machte er Christoph Dichand noch zum Herausgeber.
Seit 1987 war die Essener WAZ-Mediengruppe, die mittlerweile als Funke Mediengruppe firmiert, über die WAZ Auslands Holding GmbH zur Hälfte Eigentümerin des Blattes. Im November 2018 wurde die Übernahme von 49 % der Anteile an dieser Gesellschaft durch das österreichische Immobilien- und Handelsunternehmen Signa Holding des Tirolers René Benko verlautbart, die damit ihre erste Investition im Medienbereich tätigte und künftig einen Anteil von 24,5 % an Kronen Zeitung und 24,22 % am Kurier besitzt.
Am 22. März 2019 wurde bekannt, dass auf der Gesellschafterversammlung die Vertreter der Funke-Gruppe die „sofortige Entlassung“ von Christoph Dichand als Chefredakteur und Herausgeber gefordert haben.
Im Juni 2025 wurde bekanntgegeben, dass die Familie Dichand alleiniger Eigentümer der Kronen Zeitung werde und die deutsche Funke Mediengruppe ihren gesamten Anteil vorbehaltlich der Zustimmung durch die Wettbewerbsbehörden an die Dichands verkaufe.

## Die Marktmacht der Kronen Zeitung

### Marktmethoden
Schon in den ersten Jahren nach der Neugründung der Krone wurde klar, dass die Zeitung mit unkonventionellen Methoden gegen Mitbewerber vorgeht.
- Kurt Falk gilt als Erfinder der sogenannten „Sonntagsstandln“, der Entnahmebeutel für Sonntagszeitungen auf Straßen und Gehsteigen. Diese Idee, die anfangs von allen Konkurrenten belächelt wurde, erfreut sich heute weltweit bei den Zeitungen großer Beliebtheit.
- 1963 einigte sich Kurt Falk mit dem damaligen Konkurrenten Kleines Volksblatt darauf, gleichzeitig von Kleinformat auf Großformat umzustellen. Das Kleine Volksblatt erschien daraufhin tatsächlich in verändertem Format, die Krone blieb jedoch kleinformatig – und gewann dadurch 40.000 Leser. Die Krone verzichtete nicht darauf, nach der Einstellung des Kleinen Volksblattes dessen Umstellung hämisch zu kommentieren.
- 1970 kauften Falk und Dichand die Boulevardzeitung Express, um sie kurz danach einzustellen.
- Nachdem 1972 eine der wichtigsten Druckereien Österreichs, das Pressehaus in Wien, an die Bank BAWAG (damals teilweise im Besitz des ÖGB; heute Bawag P.S.K.) verkauft wurde, drohte die Krone der Bank, eine eigene Druckerei zu bauen, und zwang die BAWAG so, die Druckerei an die Krone zu verkaufen.
- Die Krone überzog 1995 die Wiener Stadtzeitung Falter mit mehreren Klagen in Millionenhöhe wegen einer Gewinnspielaktion, die angeblich gegen das Wettbewerbsgesetz verstoßen habe. Der Falter entrann nur knapp dem finanziellen Ruin. Es liegt jedoch die Vermutung nahe, dass der Falter wegen seiner kritischen Berichterstattung gegenüber der Krone ausgeschaltet werden sollte. Der österreichische Politiker Karl Öllinger von den Grünen nannte den Fall im österreichischen Nationalrat „eine Frage der Pressefreiheit“.

### Auflage und Reichweite
Die Auflage betrug 1919 200.000, 1929 250.000 und 1938 260.000 Exemplare. Nach der Wiederaufnahme der Publikation stieg die Auflage zunächst von 1960 bis 1969 von 110.000 auf 515.000. 1980 betrug sie 1 Million. Seit 1968 ist die Kronen-Zeitung die auflagenstärkste Zeitung Österreichs. Die verkaufte Auflage betrug 2012 809.990 Exemplare.
Die Kronen Zeitung war 2005 auf Platz 45 der 100 größten Tageszeitungen weltweit.
Mit knapp drei Millionen Lesern bei einer Bevölkerungszahl von etwa acht Millionen ist die Neue Kronen Zeitung somit gemessen an der Einwohnerzahl eine der stärksten, erfolgreichsten und einflussreichsten Zeitungen der Welt. Zum Vergleich: Die Kronen Zeitung hat eine Auflage von etwa einer Million Exemplaren, die japanische Yomiuri Shimbun 14 Millionen (bei 127 Millionen Einwohnern) und das Liechtensteiner Vaterland ca. 10.000 (bei 35.000 Einwohnern).
Im Jahr 2005 erreichte die Krone laut Österreichischer Media-Analyse täglich im Durchschnitt 3,074 Millionen Menschen (14 Jahre oder älter), das entsprach einer Reichweite von 44,9 %. Die Krone hatte damit mehr als 3,5-mal so viele Leser wie ihre stärkste Konkurrenzzeitung, die Kleine Zeitung (12,2 Prozent bei 838.000 Lesern im Jahr 2005). Seither sind die Zahlen jedoch deutlich rückläufig. 2021 verfügte die Krone über eine Reichweite von 1,762 Millionen Leser bei einer verkauften Auflage von 633.332 Stück, davon 552.466 Abonnenten (Jahresschnitt 2021).
Den Unterschied zwischen Ost- und Westösterreich bei den Zeitungslesern bekommt auch die Krone zu spüren. In den östlichen Bundesländern wie etwa dem Burgenland, das außer der Krone über keine eigene Tageszeitung verfügt, schaffte sie 2021 36,0 % Reichweite, in den westlichen Bundesländern Tirol (19,3 %) und Vorarlberg (4,8 %) ist die Kronen Zeitung weniger stark verbreitet.
| Jahr        | Reichweite | Leser insgesamt |
| ----------- | ---------- | --------------- |
| 2009        | 40,4 %     | 2 853 000       |
| 2009 / 2010 | 39,8 %     | 2 824 000       |
| 2010        | 38,9 %     | 2 764 000       |
| 2010 / 2011 | 37,9 %     | 2 706 000       |
| 2011        | 38,2 %     | 2 724 000       |
| 2011 / 2012 | 38,2 %     | 2 742 000       |
| 2012        | 37,4 %     | 2 687 000       |
| 2012 / 2013 | 36,2 %     | 2 616 000       |
| 2013        | 34,3 %     | 2 480 000       |
| 2013 / 2014 | 32 %       | 2 320 000       |
| 2014        | 31,6 %     | 2 285 000       |
| 2014 / 2015 | 32,2 %     | 2 345 000       |
| 2015        | 32 %       | 2 335 000       |
| 2015 / 2016 | 31 %       | 2 278 000       |
| 2016        | 30,5 %     | 2 245 000       |
| 2016 / 2017 | 30,1 %     | 2 243 000       |
| 2017        | 29,2 %     | 2 173 000       |
| 2017 / 2018 | 28 %       | 2 091 000       |
| 2018        | 27,2 %     | 2 035 000       |
| 2018 / 2019 | 27,8 %     | 2 084 000       |
| 2019        | 27,2 %     | 2 041 000       |
| 2019 / 2020 | 25,9 %     | 1 954 000       |
| 2020        | 25,0 %     | 1 885 000       |
| 2020 / 2021 | 23,9 %     | 1 808 000       |
| 2021        | 23,3 %     | 1 762 000       |

### Verlags- und Vertriebsgesellschaft Mediaprint
Die Krone gründete gemeinsam mit der damals zweitstärksten österreichischen Tageszeitung, dem Kurier, in den 1990er Jahren die Verlags- und Vertriebsgesellschaft Mediaprint, die den Druck, Vertrieb und Verkauf der beiden Zeitungen übernahm. Treibende Kraft für diese Gründung war der Verlag der Westdeutschen Allgemeinen Zeitung, der damals sowohl am Kurier als auch an der Kronen Zeitung mit 45 Prozent beteiligt war und heute Anteile von je 50 Prozent an diesen beiden österreichischen Tageszeitungen hält. Viele Beobachter sprachen schon zu diesem Zeitpunkt von einem Marktmonopol der Gesellschaft Mediaprint, da sie mehrere Verlage und Druckereien anderer Tageszeitungen aufkaufte, darunter den renommierten Vorwärts-Verlag der Sozialdemokratischen Partei Österreichs, der die Arbeiter-Zeitung druckte und verlegte. Im Jahr 2000 schloss sich noch zusätzlich die erfolgreichste Magazingruppe Österreichs, der NEWS-Verlag mit den Titeln NEWS, Profil, e-media, Format und Trend der Gesellschaft an. Somit kommt seither die überwiegende Mehrheit der auflagenstärkeren periodisch erscheinenden Printmedien Österreichs aus einer Hand.

### Andere Medien
Mit dem Privatradio Kronehit (seit 2001) und dem Nachrichtensender Krone TV (seit September 2020), der über Satellit, einige Kabelnetze, Antenne (DVB-T) und online sendet, ist die Mediaprint auch im Rundfunk aktiv.

## Kritik

### Anklagen und Kontroversen wegen Antisemitismus
Es gibt häufig Anschuldigungen, einige Redaktionsmitglieder der Zeitung würden (neo)faschistische oder antisemitische Positionen vertreten. Richard Nimmerrichter, der unter dem Pseudonym Staberl über 36 Jahre eine tägliche Kolumne in der Krone veröffentlichte, schrieb 1992 über den Nationalsozialismus: „nur verhältnismäßig wenige der jüdischen Opfer sind vergast worden“. Er setze die jüdischen Opfer mit deutschen Soldaten gleich, denn beide wären meist an Krankheiten oder Hunger gestorben, so Staberl. Im Rahmen der Waldheim-Affäre bezeichnete Nimmerrichter den New-York-Times-Journalisten Abraham Rosenthal zwar einmal bei seinem richtigen Namen, variierte seinen Namen aber dann auch zu „Rosenbaum“ und „Rosenberg“. Im April 2004 sah das Landesgericht für Strafsachen Wien in der Kolumne Nimmerrichters einen Wahrheitsbeweis dafür, dass „antisemitische und rassistische Untertöne“ in der Krone zu vernehmen seien. In der Variation des Namens Rosenthal sah die Richterin eine „klassische Methode, antisemitische Emotionen auszudrücken“.
Nimmerrichter, der selbst Anteile an der Krone hielt, wurde für seine oftmals als antisemitisch, rassistisch und hetzerisch kritisierten Kolumnen 156 Mal wegen Verstößen gegen das Mediengesetz und übler Nachrede angezeigt und 58 Mal verurteilt.
Siehe auch: Richard Nimmerrichter / Kritik und Verurteilungen wegen Antisemitismus und Rassismus

### Gedichte zu Hitlers Geburtstag
Am 20. April 1994, dem Geburtstag Adolf Hitlers, schrieb der Kolumnist Wolf Martin, der täglich eine Kolumne in Gedichtform auf der Seite 2 der Zeitung verfasste, er feiere, „wenn man mich lässt, heut jenes Adolfs Wiegenfest, der einst in unserm schönen Land an allererster Stelle stand.“ Gemeint habe Martin damit (wie aus dem für viele überraschenden Ende des Gedichts hervorgeht) den ehemaligen österreichischen Bundespräsidenten Adolf Schärf, der exakt ein Jahr nach Hitler geboren wurde (20. April 1890). (Auch der rechtsextreme Liedermacher Frank Rennicke verwendet in einem seiner Songs – teilweise wörtlich identisch – dasselbe Thema.) Diese Kolumne gab Anlass zu einer großen Kontroverse. Die Diskussion wurde noch heftiger, als Martin am 20. April 2001 seine Kolumne mit den Worten „Fürwahr, ein großer Tag ist heut, ich hab mich lang auf ihn gefreut“ begann, und mit „Ihm sei’s zur Ehre, uns zum Heil!“ beendete, um wiederum am Schluss aufzulösen, dass es nicht um Hitler, sondern um etwas anderes ging: Um die zweite Staffel der ORF-Reality-Serie Taxi Orange.

### Mutmaßungen über selbst verfasste Leserbriefe
Einen großen Bestandteil der Krone nehmen die Leserbriefe ein. Eine Recherche der Wiener Wochenzeitung Falter ergab, dass auffallend viele Leserbriefschreiber nicht im Telefonbuch zu finden waren oder mit den Absendern nichts zu tun hatten. Der Falter vermutete, dass die Leserbriefe teilweise von Hans Dichand selbst geschrieben wurden. So, der Falter, „munkelt man in der Branche“. Daraufhin klagte die Krone, zog die Klage jedoch zurück, als der Falter Dichands Sekretärin in den Zeugenstand berief.

### Tendenziöse Berichterstattung
Der Krone wird oft vorgeworfen, tendenziös und subjektiv zu berichten. Einige Beispiele, die Polemiken auslösten:
- Die Zeitung druckte am 8. Oktober 1997 ein Foto des mutmaßlichen, aber noch nicht verurteilten Bombenattentäters Franz Fuchs auf der Titelseite mit der Schlagzeile Ein Bild wie ein Geständnis ab.
- Ähnlich verstieg sich die Zeitung, als sie im April 1989 eine Hilfskrankenschwester mit der Schlagzeile „Trude das Schweinchen macht alles“ als Prostituierte verunglimpfte. Das darauf folgende Gerichtsverfahren endete mit der bis dahin größten Entgegnung in Österreichs Mediengeschichte.[45]
- In der Frage des Semmeringbasistunnels trat die niederösterreichische Ausgabe der Krone als Gegner, die steirische Ausgabe jedoch als Befürworter des Eisenbahnprojekts auf.
- Im Jänner 2003 wurde ein der Brandstiftung verdächtiger Jugendlicher mit Foto abgebildet und auf der Titelseite als „Feuerteufel“ bezeichnet.
- Angesichts der steigenden Anzahl an Asylwerbern und Migranten warnt die Krone regelmäßig vor „Überfremdung“ und fordert „Die Grenzen dicht!“
- Während des Nationalratswahlkampfs im September 2002 bezog die Zeitung mit der Schlagzeile Kein rot-grünes Experiment! eindeutig Stellung.
- Im April 2008 warb sie massiv für eine Volksabstimmung über den Vertrag von Lissabon, am Tag nach der Ratifizierung im Nationalrat titelte sie Verfassungsbruch im Parlament.
- Im Jänner 2013 veröffentlichte die Krone eine mehrteilige Serie mit dem Titel Schlacht ums Heer, in der die Zeitung die Linie der SPÖ zur Abschaffung der Wehrpflicht vertrat. Im fünften Teil der Serie listete die Krone mehrere ÖVP-Parteimitglieder inklusive der Krankheit, wegen der sie durch die Musterung fielen, auf.[46]
- Im März 2013 druckte die Zeitung „Interviews“ mit Verstorbenen wie Prinzessin Diana, Papst Johannes Paul II., Falco oder Jörg Haider. Sie alle seien angeblich im Jenseits von einer „zertifizierten Humanenergetikerin“ kontaktiert worden. So rät im „Interview“ Johannes Paul II. seinem Nachfolger Franziskus, „nicht zu liberal [zu] agieren“, und der 2008 tödlich verunglückte Jörg Haider behauptet, dass sein Auto „von politischen Gegnern manipuliert“ worden sei.
- Im Jänner 2014 erhielt die Krone eine Rüge des österreichischen Presserats wegen der Berichterstattung über die vermeintliche Existenz einer mächtigen Bettler-Mafia. Zitat des Presserats: „Fünf der sieben untersuchten Artikel stellten laut Entscheid eine Verletzung medienethischer Grundsätze dar.“[47]
- Im Mai 2014 kam die oberösterreichische Krone in Verruf, weil sie an neun aufeinanderfolgenden Tagen Druck auf die oberösterreichische Landespolitik bezüglich eines neuen Bettlergesetzes ausübte.[48][49]
- Im Frühling 2015 geriet die Salzburger Ausgabe der Kronen Zeitung in die mediale Diskussion, nachdem sie vom österreichischen Medien-Watchblog Kobuk.at beschuldigt wurde, im Sinne eines großen Anzeigenkunden tendenziös über den Ausbau mehrerer Salzburger Einkaufszentren zu berichten.[50][51]
- Der Krone Kolumnist Tassilo Wallentin kandidierte erfolglos bei der Bundespräsidentenwahl in Österreich 2022. Der Medienblog Kobuk analysierte Leserbriefe, die während des Wahlkampfs in der Krone veröffentlicht wurden. Demnach wurden über Wallentin 27 positive und drei negative Leserbriefe veröffentlicht, während im selben Zeitraum über Amtsinhaber Alexander Van der Bellen 30 negative und vier positive Leserbriefe abgedruckt wurden.[52]
- Am 19. September 2022 war Wallentin in der ZIB 2 zu Gast, wo er von Moderator Armin Wolf damit konfrontiert wurde, dass seine Krone-Kolumnen zahlreiche Falschbehauptungen beinhalten würden. So hat Wallentin etwa behauptet, dass Asylwerber Mindestsicherung erhalten würden, was falsch ist.[53] Bereits 2017 analysierte das Magazin Vice eine Kolumne von Wallentin, die zahlreiche Fehler beinhaltete.[54]
- 2024 verstieß die Kronen Zeitung insgesamt acht Mal gegen den Ehrenkodex für die österreichische Presse und war die Zeitung mit den meisten Rügen.[55]

Die Krone erhielt zahlreiche Rügen vom österreichischen Presserat. Im Jahr 1999 wurden auch alle führenden Mitglieder des Presserates als Privatpersonen von der Krone mit Millionenklagen wegen Kreditschädigung eingedeckt. Schließlich war es auch die Krone, die maßgeblich an der damaligen Auflösung des Presserats beteiligt war, den sie als „Anti-Krone-Syndikat“ bezeichnete.

### Kritische Dokumentation
Diese und weitere Kritikpunkte wurden in dem kritischen Dokumentarfilm Kronen Zeitung – Tag für Tag ein Boulevardstück eingearbeitet; nach der Ausstrahlung der Dokumentation durch den Kultursender Arte wurden dessen Programmankündigungen aus dem Fernsehprogramm der Krone für einige Jahre entfernt. Mittlerweile ist der deutsch-französische Sender wieder im Programmteil zu finden.
Die Tatsache, dass der ORF diese Dokumentation nie ausgestrahlt hat, wird von Kritikern als ein Beweis für die Macht der Kronen Zeitung angesehen. Allerdings wurde der Film im März 2005 vom privaten österreichischen Fernsehsender ATV gezeigt. Eine weitere Änderung im Fernsehprogramm der Krone erfolgte dann jedoch nicht.

### Urheberrechtsverletzungen bei veröffentlichten Artikeln
Nachdem im September 2015 Hans Hoff für das Internetmagazin DWDL.de einen kritischen Artikel über die „Stadlshow“ verfasste, veröffentlichte die Kronen-Zeitung auf ihrer Website eine leicht gekürzte Version dieses Artikels ohne Quellenangaben, jedoch dem Hinweis, der Text stamme nicht aus der eigenen Redaktion. Eine Beschwerde von Hans Hoff bei der Kronen-Zeitung wegen Urheberrechtsverletzung und Rufschädigung, blieb vorerst ohne Reaktion und führte später zu einer Entfernung des entsprechenden Artikels.
Nachdem die Zeitschrift Horizont bei der Kronen-Zeitung nachfragte, antwortete deren Chefredakteur Richard Schmitt, man sei sich keines Fehlverhaltens bewusst, da man den Artikel nicht als Eigenleistung angegeben habe und man auch nichts sagen würde, wenn andere von ihnen kopieren würden. Weiterhin sei er der Ansicht, durch die begangene Urheberrechtsverletzung verhelfe man Hans Hoff zu mehr Popularität. Zudem habe man bei der Kronen-Zeitung nicht immer die Zeit, bei den Autoren nachzufragen, ob man ihre Texte verwenden dürfe. Er berufe sich dabei auch auf das Zitatrecht. Er wünsche sich zudem, dass auch andere Medien bei Artikeln der Kronen-Zeitung so verfahren würden, also deren Artikel kopieren und fremdveröffentlichen würden.

## ÖVP-Korruptionsaffäre
Seit März 2023 ermittelt die Wirtschafts- und Korruptionsstaatsanwaltschaft (WKStA) im Rahmen der ÖVP-Korruptionsaffäre gegen den Herausgeber der Kronen-Zeitung, Christoph Dichand, und dessen Ehefrau Eva Dichand, Herausgeberin und Geschäftsführerin der Tageszeitung Heute. Dem Ehepaar Dichand wird der Verdacht der Bestechung zur Last gelegt. Christoph Dichand soll einen Deal zwischen dem Finanzministerium und der Kronen-Zeitung verhandeln haben lassen. Für eine höhere Inseratenvergabe soll Thomas Schmid zufolge eine wohlwollende Berichterstattung über Kurz versprochen worden sein.

## Zitate über die Kronen Zeitung
„Die Massen lesen die ‚Kronen Zeitung‘, das heißt, sie hören sich selber beim Denken zu, ohne zu ahnen, dass man ihnen nur gibt, was sie immer schon gedacht haben, (…) sie freuen sich, dass es welche gibt, die sagen, was sie immer schon gesagt haben. So wird der Prozess des Denkens unterbrochen, ehe er noch beginnen kann.“

„Viele sagen eigentlich, die Kronen Zeitung ist besser als die Kirchenzeitung. Weil die Kronen Zeitung eigentlich interessanterweise nicht diesen vielen Verwirrungen folgt. Sie ist etwas einfacher, vernünftiger, aber auch in vielem christlicher als unsere eigene Presse.“

„Wir sehen unsere Rolle auch darin, Politiker, die sehr leicht auf den Wolken dahinschweben und den Boden zur Realität verlieren – das ist eine Gefahr, die alle Politiker betrifft – wieder auf den Boden der Realität zurückzuholen. Das machen wir mit unseren Kommentaren und gelegentlich müssen wir einen scharfen Ordnungsruf erteilen, wie in der Sonntagszeitung mit den doppelt/dreifachen Auslandsreisen und dem Gerangel um die besten Auslandstermine zwischen Bundespräsident, Bundeskanzler und Außenministerin. Der Titel ist kurz und bündig: ‚Klestil, Schüssel, Ferrero: So blamieren sie uns im Ausland‘. Weil im Ausland lacht man bereits darüber. Ja, weil mich der Klestil gefragt hat, ob das eine Richtungsänderung ist der Zeitung, dass er jetzt befürchten muss, dass er auf die Dauer durch den Kakao gezogen wird. Und ich hab' ihm gesagt, das ist ein Ordnungsruf. Also wenn sich der Tatbestand zum Positiven ändert, wird alles wieder normal.“

„Der Tierschutz ist für uns wichtig, wir haben ein sehr großes Ressort, das ist ein Millionenunternehmen geworden. Wir kriegen Erbschaften und alles Mögliche.“

„Ich glaube, dass der Aufstieg Jörg Haiders und der Freiheitlichen seit 1986 untrennbar auch mit der Kronen Zeitung verbunden ist. In dem Maße, in dem diese Oppositionspartei, diese Oppositionsbewegung Missstände aufgezeigt hat in dem verkrusteten politischen System, in dem Maße, in dem sie Bürgerprotest artikuliert haben, hat das auch die Kronen Zeitung traditionell aus ihrer Linie transportiert und artikuliert. Und das hat der freiheitlichen Partei natürlich sehr viel genützt, weil es damit ein großes Medium gab, das die Themen auch immer wieder populär behandelt hat.“

„Für mich ist sehr symptomatisch, wie die Kronenzeitung in der Sache Omofuma umgegangen ist. Das ist der Name eines Nigerianers, der ein Schubhäftling war und der gestorben ist dadurch, dass die Polizisten ihm bei der Abschiebung den Mund verklebt haben und er erstickt ist. Und in der Debatte über solche Methoden schreibt die Kronenzeitung – unter dem Pseudonym „cato“ ist das immer der Herausgeber Dichand höchstpersönlich: „Polizei, das bedeutet Aufrechterhaltung der öffentlichen Ordnung. Dieser Aufgabe sind die begleitenden Sicherheitswachebeamten gerecht geworden.“ Das heißt eine Reinwaschung dieser Methoden. Aber es geht noch weiter: „Die Humanitätsdilettanten“ – das sind diejenigen, die diese Maßnahmen für menschenrechtswidrig halten, die sind in den Augen des Herrn cato, also Dichand, Humanitätsdilettanten – „weit weg von den Gefahren, die sich durch Randalieren in einem Flugzeug ergeben könnten, sie wissen es ja immer besser. Sie verdienen es wahrlich nicht, dass es mit der Polizei noch immer eine Gruppe in unserer Gesellschaft gibt, die bereit ist, ihr Leben für die Gemeinschaft einzusetzen.“ Das sind Botschaften, die ausgesendet werden und die dann unterstützt werden durch andere Redakteure in der Zeitung.“

Entnommen aus dem Artikel „Ordnungsruf“: Originaltöne aus „Krone“-Doku.